# Le Fantôme du Moulin-Rouge
Le Fantôme du Moulin-Rouge is een Franse dramafilm uit 1925 onder regie van René Clair. Destijds werd de film uitgebracht onder de titel Het spook van de Moulin Rouge.

## Verhaal
Julien Degland is smoorverliefd op Yvonne Vincent, maar zij is niet geïnteresseerd in hem. Jean wendt zich tot een spiritist in de Moulin Rouge, die hem in een spook verandert. Op die manier kan hij Yvonne onopgemerkt gadeslaan. Hij komt erachter dat haar vader wordt afgeperst. Als spook lost hij de kwestie op.

## Rolverdeling
| Acteur             | Personage      |
| ------------------ | -------------- |
| Albert Préjean     | Jean Degland   |
| Sandra Milovanoff  | Yvonne Vincent |
| Paul Ollivier      | Dr. Window     |
| Madeleine Rodrigue | Jacqueline     |
| Georges Vaultier   | Julien Boissel |
| Maurice Schutz     | Victor Vincent |